# Deinbollia calophylla
Deinbollia calophylla är en kinesträdsväxtart som beskrevs av Gilg & Dinkl. och Adolf Engler. Deinbollia calophylla ingår i släktet Deinbollia och familjen kinesträdsväxter. Inga underarter finns listade i Catalogue of Life.